# Johannes Opsopoeus
Johannes Opsopoeus (Bretten, 1556 – Heidelberg, 23 settembre 1596) è stato un filologo e medico tedesco.
Opsopoeus è il nome umanistico di Johann Koch.
Professò religione calvinista. Nato a Bretten, nel Palatinato, e formatosi alla scuola del logico Fortunatus Crell a Neuhaus, passò poi all'Università di Heidelberg, nel Sapienzcollegium diretto dal teologo Zaccaria Ursino. Nel 1576 il principe elettore Ludovico VI riservò l'accesso al Sapienzcollegium ai soli studenti luterani e perciò Opsopoeus fu costretto a lasciare l'Università. 
Grazie alla sua conoscenza del greco e del latino fu assunto come correttore di bozze e tipografo nella stamperia degli eredi di Andreas Wechel (a Francoforte sul Meno), presso la quale lavorò fra il 1577 e il 1579. In questo periodo entrò in contatto con Joachim Camerarius e con Friedrich Sylburg.
Tra il 1583 e il 1584 Opsopoeus si trasferì a Parigi, probabilmente per approfondire gli studi di medicina appena intrapresi. Quasi subito fu travolto dai vivaci scontri fra calvinisti (ugonotti) e cattolici che animavano la città francese: fu arrestato nel marzo-aprile 1584 mentre attendeva a ricerche di anatomia e fu liberato solo grazie all'intercessione del suo patrono Maurice de la Corde, amico di Camerarius. A questi anni parigini risalgono gli studi sul testo greco di Ippocrate, che confluirono nell'edizione degli Aforismi, del Prognostico, del Prorretico, del Giuramento, dei Presagi di Coo pubblicata presso Wechel nel 1587.
Già a questo periodo risalgono i primi contatti con l'ambiente di Jacques-Auguste de Thou, maestro della Biblioteca Reale e animatore di un circolo intellettuale molto vivaci cui partecipavano ad esempio i fratelli Pierre Pithou e François Pithou, nonché Henri de Mesme. 
Si intensificò così l'attività filologica di Opsopoeus che produsse un'edizione commentata di Seneca (1587), l'edizione del De verborum Graeci et Latini differentiis vel societatibus di Macrobio, del De aquaeductis di Frontino, ma soprattutto lavorò sulla letteratura oracolare greca. Frutto di quest'ultimo interesse furono l'edizione degli Oracoli sibillini, degli Oracoli caldei, nonché degli Oracoli metrici di Giove, Apollo etc.: questo lavoro apparve una prima volta nel 1589 (un'edizione estremamente rara), e fu ripubblicato poi nel 1599, tre anni dopo la morte di Opsopoeus. 
Infatti, lo studioso fu nuovamente travolto dalla guerra di religione: arrestato una seconda volta verso il Natale del 1588, fu liberato grazie all'intercessione di de Thou, il quale gli consigliò di mettersi al riparo abbandonando Parigi.
Dopo alcuni mesi di peregrinazioni, finalmente Opsopoeus giunse ad Heidelberg, dove gli fu offerta la cattedra di fisiologia e botanica ed iniziò le lezioni il 16 giugno 1589. La sua attività filologica si ridusse notevolmente, pur mantenendo occasionalmente contatti con intellettuali del calibro di Isaac Casaubon. 
Opsopoeus si dedicò esclusivamente all'insegnamento e alla pratica medica, finché ottenne, nel gennaio 1596, il ruolo di archiatra presso la corte del Principe Elettore del Palatinato ad Amberg, al posto dell'infermo Johannes Posthius. In quell'anno imperversava nel Palatinato un'epidemia che colpì lo stesso Opsopoeus determinandone la morte.